# ダマスカス (オレゴン州)
ダマスカス（英語: Damascus [dəˈmæskəs] də-MAS-kəs）は、アメリカ合衆国オレゴン州クラカマス郡の国勢調査指定地域。ハッピーバレーおよび州間高速道路205号線 (オレゴン州・ワシントン州)の東、ボーリングの西に位置する。人口は11,050人（2020年国勢調査）。
かつてはダマスカス市（City of Damascus）であったが、住民投票によって2016年7月に解散した。その後の法廷闘争で市は2019年に5月に一度復活したものの、2020年9月に解散が完了した。

## 歴史

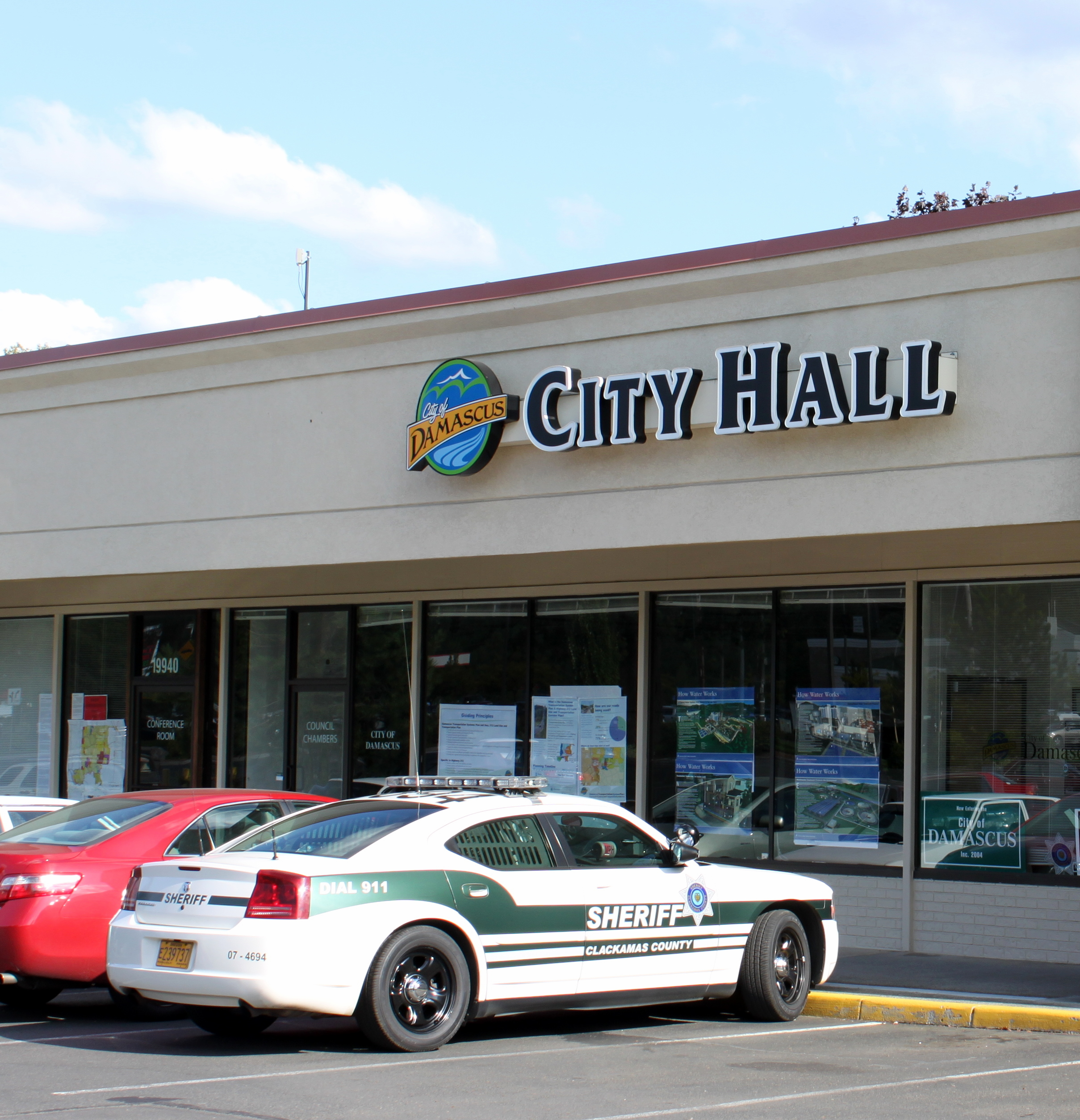
在りし日のダマスカス市役所（2009年）

オレゴン・ジオグラフィック・ネームズによると、1867年にダマスカス郵便局が設立された。郵便局は1904年に廃止された。当時のコミュニティの中心はオレゴン州道212号線沿いにあり、街はそこから北へと広がっていった。
2000年、メトロ政府はポートランドのUrban growth boundaryをダマスカスまで拡大することを決定した。これに反対する一部の住民はダマスカスを法人化する法案3-138を提出した。2004年アメリカ合衆国大統領選挙と同時に実施された住民投票で法案3-138は可決され、非法人コミュニティのダマスカスとカーバーを領域とするダマスカス市が成立した。新たな自治体が設立されるのはオレゴン州では22年ぶりであった。
2005年9月21日の特別選挙では、88%の有権者が市憲章に賛成票を投じた。ダマスカスとハッピーバレーの間の11区画ではダマスカスへの編入を問う住民投票が行われ、6区画は賛成、4区画は反対、1区画は無投票という結果になった。一方で市政は安定せず、2013年のリコールを含め、市長は8年間で7人も交代した。
2013年、ダマスカス市の解散が決議された。2016年5月17日の予備選挙に2度目となる住民投票が実施された。2度目の住民投票にあたって、州議会は要件を州規定の「有権者の過半数の賛成」から「投票総数の過半数の賛成」に変更した。住民投票の結果、解散が承認されたことでダマスカス市は2016年7月18日に解散した。旧市域の大部分はハッピーバレーに編入された。
しかし、元市議会議員のジェームズ・デ・ヤングは住民投票の有効性に異議を唱え、2019年5月1日にオレゴン州控訴裁判所は住民投票を州法違反と判断した。ダマスカス市の解散は差し戻され、デ・ヤングは5月16日に新市長に就任した。ただ既に市役所は酒屋に転用されているため、教会とセイフウェイの店内にあるスターバックスで業務を行った。
2020年9月3日、オレゴン州最高裁判所は2016年の住民投票を有効と判断し、改めてダマスカス市は解散した。

## 地理
ダマスカスは海抜712フィート (217 m)に位置する。クラカマス郡の北中部に位置し、かつてのダマスカス市の北の境界はマルトノマ郡との郡境と接していた。
アメリカ合衆国国勢調査局によると、2023年の総面積は17.791平方マイル (46.08 km2)で、そのうち陸地は17.609平方マイル (45.61 km2)、水域は0.182平方マイル (0.47 km2)、割合は1.02パーセントである。

## 住民
2020年国勢調査によると人口は11,050人である。人種別だと白人が約8割を占める。
| 人種 / 民族 (NH = 非ヒスパニック)           | 人口   | 割合   |
| ------------------------------------------- | ------ | ------ |
| 白人 (NH)                                   | 8,860  | 80.18% |
| アフリカ系アメリカ人 (NH)                   | 91     | 0.82%  |
| ネイティブ・アメリカン・アラスカ先住民 (NH) | 59     | 0.53%  |
| アジア系アメリカ人 (NH)                     | 432    | 3.91%  |
| 太平洋諸島系 (NH)                           | 35     | 0.32%  |
| その他の人種 (NH)                           | 58     | 0.52%  |
| 混血 (NH)                                   | 620    | 5.61%  |
| ヒスパニック/ラテン系アメリカ人             | 895    | 8.10%  |
| 合計                                        | 11,050 | 100%   |

## 行政
ダマスカスの消防サービスは、クラカマス郡消防第1管区（CCFD1）によって提供されている。ダマスカスには消防署（第19ダマスカス）があり、近隣のCCFD1第7管区（プレザントバレー）とCCFD1第14管区（ボーリング）も緊急対応にあたる。
ダマスカスは、ノースクラカマス学区、オレゴントレイル学区、エスタカダ学区、センテニアル学区、グレシャム・バーロウ学区の各学区に管轄されています。グレシャム・バーロウは、地域で2番目に大きい学区である。